# Конституция Республики Абхазия
Конституция Абхазии (абх. Аԥсны Аҳәынҭқарра Аконституциа) — основной закон частично признанной Республики Абхазия.
Принята на сессии Верховного Совета Республики Абхазия 12-го созыва 26 ноября 1994 года, одобренный всенародным голосованием 3 октября 1999 года с изменением, принятым на всенародном голосовании (референдуме) 3 октября 1999 года, с дальнейшими изменениями в 2014 и 2016 годах. На день проведения референдума на территории Абхазии проживало 219 534 граждан, имеющих право голоса, то есть 58,5 % от довоенной численности избирателей. В голосовании приняло участие 87,6 % граждан, внесённых в избирательные списки, что составило более половины от довоенной численности избирателей. 97,7 % проголосовавших одобрили действующую Конституцию.
Статья 49 содержит прямое указание на занятие государственных должностей лицами абхазской национальности: «Президентом Республики Абхазия избирается лицо абхазской национальности».
26 ноября является праздничным (нерабочим) днём на территории Республики Абхазии.

## Структура Конституции
Состоит из 7 глав.
- Глава I. Основы конституционного строя.
- Глава II. Права и свободы человека и гражданина.
- Глава III. Законодательная власть.
- Глава IV. Исполнительная власть.
- Глава V. Судебная власть.
- Глава VI. Местное самоуправление.
- Глава VII. Конституционные поправки и порядок пересмотра конституции.